# Marowijne
Marowijne er et distrikt i Surinam beliggende i den nordøstlige del af landet, grænsende mod Atlanterhavet og Fransk Guyana. Marowijnes hovedstad hedder Albina, og andre byer inkluderer Moengo og Wanhatti.
Marowijnes population er på 20.250 mennesker og distriktet har et areal på 4.627 km².
I det tidlige 1900-tal blev bauxit opdaget i Marowijne-distriktet, hvilket førte til et boom i mineindustrien, som berigede hele landet væsentligt. Distriktet har også en stor turistindustri.
Marowijne er også hjem for mange småbyer befolket af Maron'er.

## Resorts
Marowijne er inddelt i 6 resorter (ressorten):
- Albina
- Galibi
- Moengo
- Moengotapoe
- Patamacca
- Wanhatti

5°46′14″N 54°19′29″V / 5.7705555555556°N 54.324722222222°V